# Список переименованных населённых пунктов Санкт-Петербурга
В данном списке приведены населённые пункты, являющиеся согласно современному административно-территориальному делению частью города Санкт-Петербурга, название которых изменялось. 

## З
- Терио́ки → Зеленого́рск (1948)[1]

## К
- Келломя́ки → Комаро́во (1948)[2]

## Л
- Ораниенба́ум (1712, летняя резиденция Меншикова; 1780, город) → Ломоно́сов[3]

## П
- Па́вловское (1777, село) → Па́вловск (1796, город) → Слуцк (1918)→ Павловск (1944)[4]
- Питерѓоф (1704, резиденция Петра I; 1709, город) → Петергоф (1740-е) → Петродворе́ц (1944)[5] → Петергоф (1997)[6]
- Сарская мыза, Сарское село, Царское село (XVIII век) → Царское Село (1808, город — объединены с соседним населённым пунктом София) → Солдатское Село (1918) → Детское Село (1918) → Детское Село имени Товарища Урицкого (1918) → Пу́шкин (1937)[7]

## Р
- Куо́ккала → Ре́пино (1948)[8]

## С
- Санктпитербурх (1703, крепость, затем город), также встречались варианты Санктъпетерсъбурк, Сантпитербурх, Санктпитербурх (1703), Сантъпитербург (1704), Питербурх (1706), Санктпетерзбурк (1710), Санктпитерзбурк, Санктъпетерзбурк (1711), Санкт-Питер-Бург (1714), Санктъ Питербургъ (1720) → Санкт-Петербург (1724) → Петрогра́д (1914) → Ленингра́д (1924) → Санкт-Петербу́рг (1991)[9]

## У
- Тюресевя → Ушково (1948)[10]

## Источник
- Е. М. Поспелов. Имена городов: вчера и сегодня (1917—1992): Топонимический словарь. — Москва: Русские словари, 1993. — 249 с.